# Беларускі гістарычны часопіс
Беларускі гістарычны часопіс — історичний науково-методичний ілюстрований часопис, орієнтоване насамперед на шкільних вчителів, викладачів, студентів та керівників краєзнавчих гуртків.

## Історія
Ідея створення республіканського історичного часопису існувала з 1950-1960-х років. Однак реалізувати її тоді не вдалося, оскільки курс на побудову комунізму та створення радянського народу не передбачав глибокого і об'єктивного вивчення національної історії та розвитку історичної освіти. Ситуація змінилася після того, як Білорусь стала суверенною державою.
Заснований у 1993 році. Видавався 4 рази на рік. З 2002 року входить до складу видавництва «Адукацыя і выхаванне». З липня 2003 видається щомісяця.
Часопис поставив собі за мету сприяння національному відродженню, росту національної свідомості білорусів, вихованню патріотизму своєї батьківщини через об'єктивне висвітлення історичних подій, розширення історичних знань.

## Опис
Містить матеріали з політичної, економічної, аграрної, військової, канфесіянальнай історії, історії політичних партій та рухів, з проблем політичного і громадського життя, історичної інформатики та інші, які допомагають вченим, викладачам, вчителям і студентам більш точно орієнтуватися в різних поглядах на проблеми історичної науки, освіти і виховання молоді.

## головні редактори
- Василь Кушнер (1993—2011)
- Максим Гальперович (з 2011)